# 757

## Eventos
- Término do reinado de Afonso I das Astúrias.
- começo o pontificado de São Paulo I.Com a morte de Santo Estevão III

## Mortes
- 24 de Abril - Papa Estêvão III
- Afonso I das Astúrias